# Есть идея!
«Есть идея!» — советский детский художественный фильм Владимира Бычкова.

## Сюжет
Сказочно-комедийный фильм рассказывает о двух изобретателях: великом Иване Кулибине из XVIII века и школьнике Вовке Морковкине.

## В ролях
- Евгений Лебедев — Иван Петрович Кулибин
- Дима Шевелёв — Вовка Морковкин
- Алла Ларионова — императрица Екатерина ІІ
- Николай Рыбников — князь Потёмкин
- Михаил Пуговкин — сосед Вовки, директор совхоза
- Борис Новиков — Ваше сиятельство
- Николай Парфёнов — Николай Парфёнов, придворный
- Владимир Смирнов — повар
- Настя Сергиенко — Анюта, сестра Вовки
- Эдуард Купоросов — Димка-футболист
- Серёжа Зурлов — Толя, Вовкин одноклассник
- Игорь Косухин — Федя, физрук лагеря
- Вера Новикова — пионервожатая
- Владимир Эренберг — академик, принимающий мост
- Елена Санько — фрейлина, она же «ведьма в облаках»

## Съёмочная группа
- Автор сценария — Олег Сосин
- Режиссёр — Владимир Бычков
- Операторы — Александр Масс, Олег Кобзев
- Композитор — Евгений Крылатов
- Художник — Ной Сендеров